# Барки (Кротоне)
Барки је насеље у Италији у округу Кротоне, региону Калабрија.
Према процени из 2011. у насељу је живело 201 становника. Насеље се налази на надморској висини од 39 м.